# Joppidium antennator
Joppidium antennator là một loài tò vò trong họ Ichneumonidae.